# دورين هيوم
دورين هيوم هي مغنية أوبرا ومغنية كندية، ولدت في 14 يوليو 1926.

## وصلات خارجية
- دورين هيوم على موقع ميوزك برينز (الإنجليزية)
- دورين هيوم على موقع ديسكوغز (الإنجليزية)